# 信仰 (电视剧)
信仰是一部於2022年上映的中國大陸電視劇。該電視劇由秦俊杰、阚清子主演。該電視劇講述的是1945年至1950年中國共產黨對中國國民黨的諜報戰。電視劇中涉及重庆谈判、陕北战役、三大战役等歷史事件。信仰在东方卫视以及咪咕视频上首播。

## 劇情
軍統成員赵云飞在閱讀了中國共產黨的政治宣傳品後衍生了投共的思想，最終他和軍統审读组組長陈玉婷一同投奔中共，並且接受李克农的领导。

## 拍攝
電視劇内景在江苏西太湖影视产业基地拍摄，外景則在延安、陕西等10多個地方取景。劇組從旧货市场淘来发报机、收音机，並修复了几十部老旧咖啡机、电台。

## 演員表
- 赵云飞——秦俊杰 饰[2]
- 陈玉婷——阚清子 饰

## 職員表
- 总制片人——蒋浩[3]
- 導演——花箐
- 编剧——张丽、耿连友
- 美术指导——杨浩宇